# Ермишь (река)
Ермишь — река в Рязанской и Нижегородской областях России, правый приток Мокши (бассейн Волги). Устье реки находится в 121 км по правому берегу. Длина реки составляет 85 км, площадь водосборного бассейна — 1070 км².
На реке расположен посёлок городского типа Ермишь — центр Ермишинского района Рязанской области.

## Физико-географическая характеристика
Исток реки в лесном массиве в округе Выкса (бывший Выксинский район Нижегородской области) близ границы с Рязанской областью в 35 км к юго-востоку от центра Выксы. В верховьях течёт на запад, вскоре после истока перетекает в Рязанскую область и поворачивает на юг. В Рязанской области течёт по территории Ермишинского района и Кадомского района (низовья). Крупнейший населённый пункт на реке — посёлок городского типа Ермишь. В посёлке на реке в XVIII веке для нужд чугунолитейного производства была построена плотина, образовавшая небольшое водохранилище, известное как Ермишинский пруд. В 1974 году он получил статус памятника природы федерального значения.
Другие крупные населённые пункты на реке — сёла Спасско-Раменье, Надежка, Иванково (Ермишинский район); Енкаево и Четово (Кадомский район).

### Притоки
(указано расстояние от устья)
- 3 км: река Лиса (пр)
- 20 км: ручей Мингерь (лв)
- 43 км: река Мердуш (лв)
- 49 км: река Свестур (пр)
- 50 км: река Малый Ермишь (пр)
- 59 км: ручей Ичежа

## Данные водного реестра
По данным государственного водного реестра России относится к Окскому бассейновому округу, водохозяйственный участок реки — Мокша от водомерного поста города Темников и до устья, без реки Цна, речной подбассейн реки — Мокша. Речной бассейн реки — Ока.
Код объекта в государственном водном реестре — 09010200412110000028180.